# Reggie (album)
Reggie è un album discografico in studio del rapper statunitense Redman, pubblicato nel 2010.

## Tracce
1. Reggie (Intro) – 1:40
2. That's Where I B (featuring DJ Kool) – 3:03
3. Def Jammable – 3:04
4. Full Nelson (featuring Ready Roc, Runt Dawg & Saukrates) – 3:43
5. Lift It Up – 2:16
6. All I Do (featuring Faith Evans) – 3:58
7. Lemme Get 2 (featuring Saukrates) – 4:00
8. Mic, Lights, Camera, Action – 3:35
9. Cheerz (featuring Ready Roc & Melanie Rutherford) – 4:22
10. Rockin' Wit Da Best (featuring Kool Moe Dee) – 2:59
11. Lite 1 Witcha Boi (featuring Method Man & Bun B) – 3:53
12. When the Lites Go Off (featuring Pooh Bear) – 4:48
13. Tiger Style Crane – 2:40